# Robert Prince
Robert Prince, aussi connu comme Bobby Prince, est un compositeur et designer sonore. Il a travaillé comme contrat indépendant pour plusieurs sociétés de jeu vidéo, dont notamment id Software et Apogee Software / 3D Realms. Il a créé la musique et les effets sonores de Commander Keen, Cosmo's Cosmic Adventure, Catacomb 3D, Wolfenstein 3D, Spear of Destiny, Blake Stone, Doom, Rise of the Triad, Doom II: Hell on Earth, Duke Nukem II, Duke Nukem 3D, Abuse, Demonstar, et bien d'autres jeux. Il a aussi composé la musique de quelques films.